# Puliciphora malae
Puliciphora malae är en tvåvingeart som beskrevs av Ronald Henry Lambert Disney 1990. Puliciphora malae ingår i släktet Puliciphora och familjen puckelflugor.
Artens utbredningsområde är Sulawesi. Inga underarter finns listade i Catalogue of Life.